# Zigarre

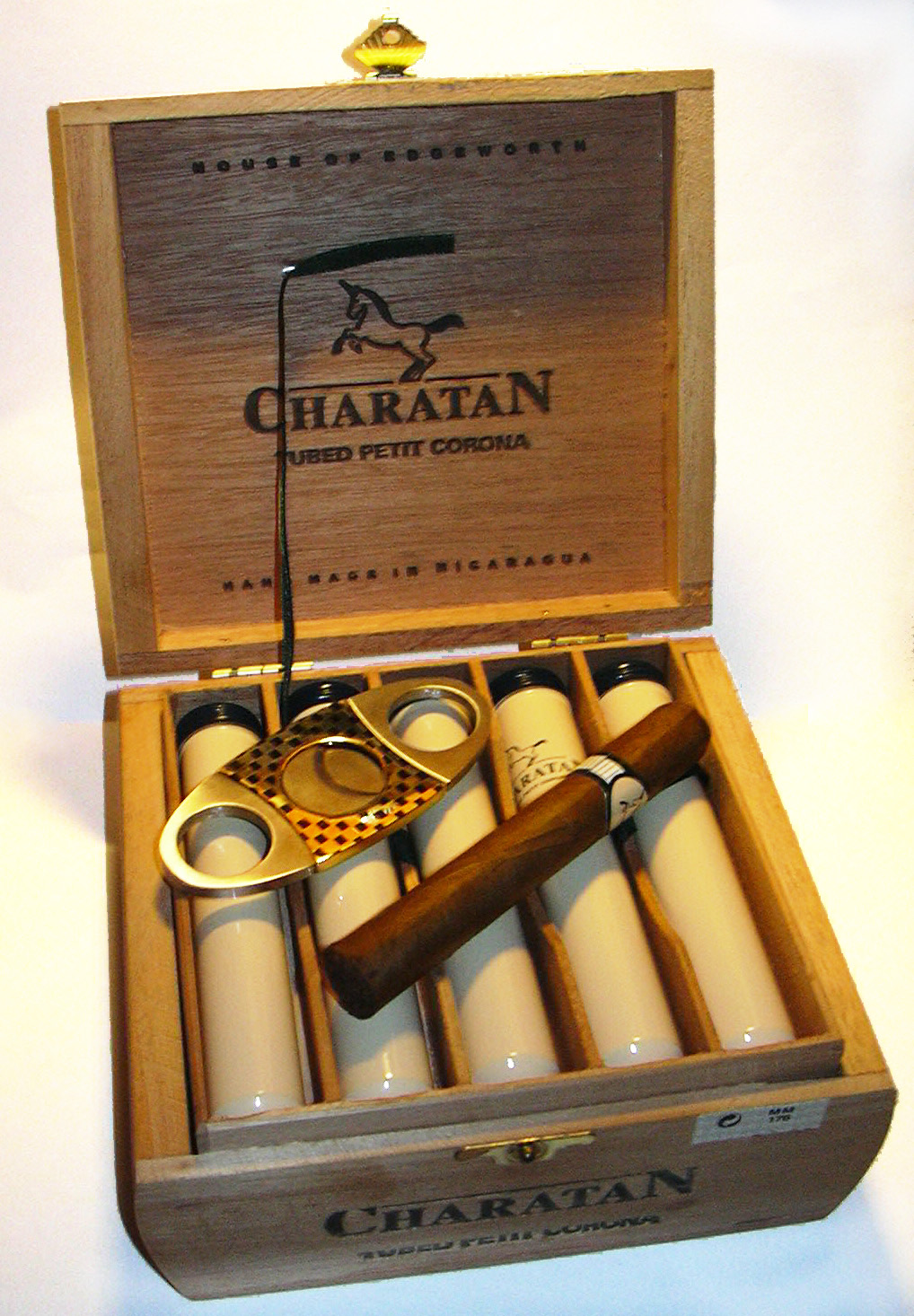
Zigarren in Tubos in Holzkiste mit Zigarrenanschneider

Eine Zigarre (älter auch Cigarre, aus spanisch cigarro, entlehnt von Maya sicar ‚rauchen‘, si’c „Tabak“ oder übertragen von spanisch cigarra „Zikade“ wegen der länglichen Form) ist ein aus Tabakblättern gerolltes Genussmittel. Sie wird konsumiert, indem sie an einem Ende entzündet und der Rauch durch das andere in den Mund gesogen wird.
Die Lagerung und das Rauchen von Zigarren wird – anders als bei Zigaretten – von vielen Rauchern aufwendig zelebriert. In manchen Teilen der Gesellschaft gilt das Zigarrenrauchen als Statussymbol. Von der kulturellen Wertschätzung des Zigarrenrauchens zeugt auch deren Behandlung in der belletristischen Literatur, beispielsweise bei Hermann Burger, der die Erzählstruktur seines Hauptwerks dem Aufbau einer Zigarre nachempfand.
Eine Zigarre besteht aus einer Einlage aus getrockneten und fermentierten Tabakblättern, die von einem Umblatt umschlossen werden. Diesen Teil der Zigarre nennt man Wickel. Für die Einlage werden je nach Format geschnittene oder ganze Tabakblätter verwendet. Das Deckblatt ist das äußerste, exakt geschnittene Tabakblatt. Die Einlage wird vom Umblatt in ihrer Form gehalten. Über dem Umblatt liegt dann das Deckblatt. Das zu entzündende Ende der Zigarre wird Zigarrenfuß genannt, jenes, das der Raucher im Mund hält, Zigarrenkopf. Viele Zigarren tragen nahe dem Kopfende eine häufig kunstvoll gestaltete Binde aus Papier, den Zigarrenring (umgangssprachlich auch als Bauchbinde bezeichnet), der Sorte und Manufaktur kennzeichnet.

## Geschichte

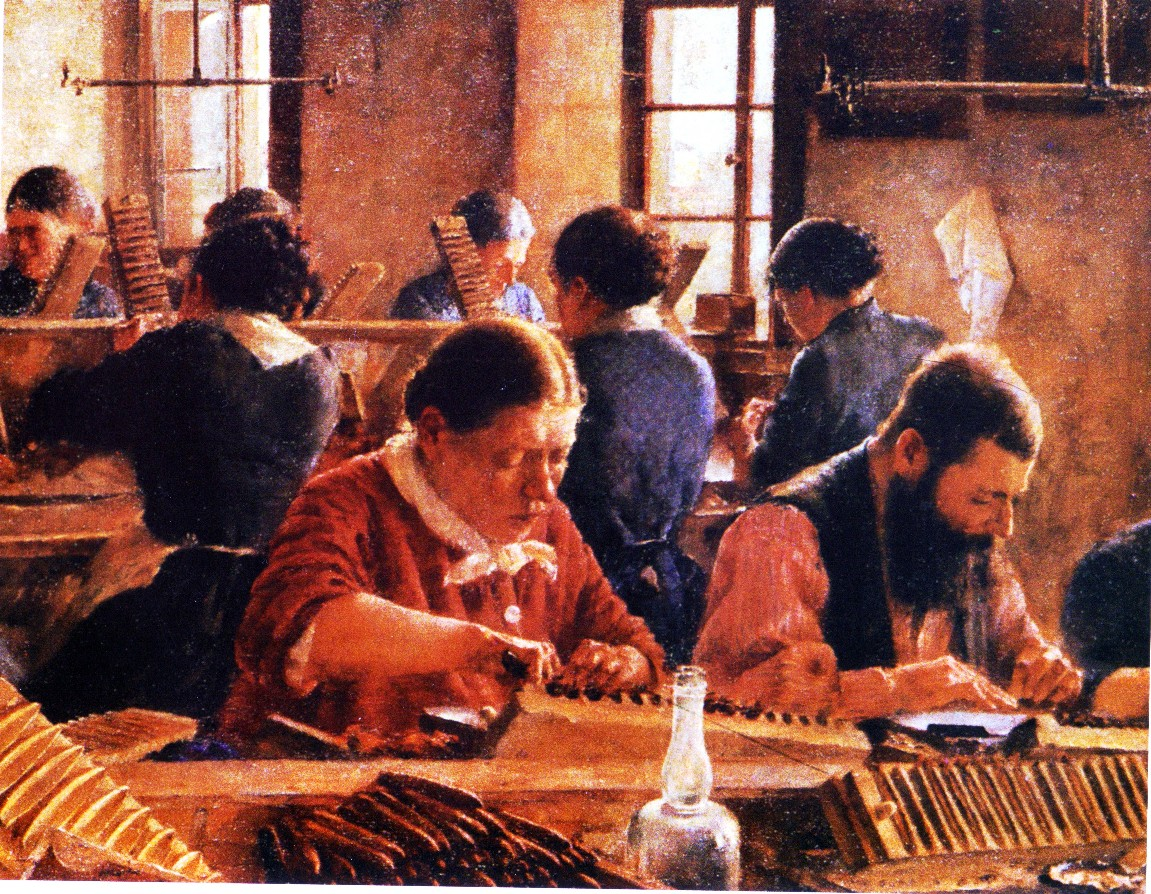
Zigarrenmacher (Gemälde von J. Marx von 1889)

Menschen nutzten Tabak offenbar schon seit mindestens 12.000 Jahren – und damit wesentlich länger als bisher bekannt. Das bestätigen Ausgrabungen in der Großen Salzwüste im US-Bundesstaat Utah. Dort entdeckten Forscher in einer 12.300 Jahre alten Feuerstelle neben Werkzeugen und Tierknochen verkohlte Tabaksamen.
Die geografische Herkunft und historische Entwicklung der Zigarre ist nicht genau bekannt. In Südamerika wurde bereits vor drei bis vier Jahrtausenden Tabak in Tabakpfeifen und in anderen Formen geraucht. Manche indigenen Völker Südamerikas gebrauchten bei sakralen Ritualen zigarrenähnliche Tabakprodukte, durch die Priester mit ihren Göttern in Kontakt treten konnten. Dieses Privileg wurde später wohl auf Stammeshäuptlinge ausgeweitet.
Die weltweite Verbreitung der Zigarre geht auf die Kolonialzeit zurück. Christoph Columbus soll der erste Europäer gewesen sein, der bei seinen ersten beiden Entdeckungsreisen 1492 und 1493 auf der von ihm benannten Insel Juana, dem heutigen Kuba, mit dem Tabak in Kontakt kam. Zwei seiner Seeleute berichteten, dass die dortigen Ureinwohner Taíno zu Zylindern gedrehte Blätter rauchen würden. Die Seeleute importierten so das Rauchen über Spanien und Portugal bis nach Frankreich. Im 18. Jahrhundert brachten britische Seeleute und Soldaten kubanische Zigarren in die nordamerikanischen Kolonialgebiete, wo auf neu errichteten Plantagen bald Tabak angebaut und Zigarren hergestellt wurden.
Während des 19. Jahrhunderts war das Zigarrenrauchen in Europa sehr verbreitet und die Herstellung von Zigarren entwickelte sich zu einem wichtigen Industriezweig. In Deutschland konzentrierte sich die Herstellung auf die Regionen des Landes Baden und dem Königreich Preußen in Berlin sowie in der Provinz Westfalen mit den so genannten „Zigarrenstädten“ Bünde und Lügde. Die Tabakarbeiter gehörten zu den ersten Beschäftigtengruppen, die sich der entstehenden Arbeiterbewegung anschlossen. Im Jahr der Märzrevolution 1848 gründeten die Berliner Tabakarbeiter die Association der Cigarrenarbeiter Deutschlands, die schnell in 40 weiteren deutschen Städten Nachahmer fand. In der Schweiz wurde vor allem das Aargauer Dorf Menziken zum Standort der Zigarrenproduktion.
Der Allgemeine Deutsche Cigarrenarbeiter-Verein, gegründet 1865 im Umkreis des Allgemeinen Deutschen Arbeitervereins (ADAV) und am selben Ort wie dieser, im Pantheon in Leipzig, war die erste zentral organisierte Gewerkschaft in Deutschland überhaupt. Binnen drei Jahren gewann sie 10.000 Mitglieder unter ihrem Mitgründer und Präsidenten Friedrich Wilhelm Fritzsche. Sie wurde zum Vorbild vieler neu gegründeter Gewerkschaften und ist eine der Vorläuferorganisationen der Gewerkschaft Nahrung-Genuss-Gaststätten.
Die Zigarre hielt sich bis zum Beginn des 20. Jahrhunderts als beliebtes Genussmittel, verlor dann jedoch durch die Zigarette an Bedeutung. Etwa seit Beginn der 1990er Jahre ist eine Renaissance des Zigarrenkonsums zu beobachten, die in zahlreichen Fachgeschäften für kubanische und andere hochwertige Zigarren ihren Niederschlag gefunden hat. Das Rauchen von Habanos wird zum Teil in Clubs, Bars und der gehobenen Gastronomie zelebriert. 2018 wurden in Deutschland ca. 3 Milliarden Zigarren bzw. Zigarillos konsumiert.

## Die Zigarre heute

### Handel
Heute wird der Tabak für Zigarren vor allem in Mittelamerika, Südamerika und der Karibik angebaut. Besonders bekannt für ihre Zigarren sind Kuba, die Dominikanische Republik, Honduras, Nicaragua und Brasilien. Indonesien und die Philippinen sind zwei der wenigen Länder in Asien, die Zigarren herstellen; besonders die Insel Sumatra ist für ihre Zigarren bekannt. In vielen dieser Länder spielen Zigarren als Exportfaktor eine Rolle; dabei unterliegt die Tabakwirtschaft durch wetterbedingte Ernteausfälle großen Schwankungen.
Speziell in Kuba sind Zigarren ein wichtiger Wirtschaftsfaktor, der im Jahr 1998 rund sieben Prozent des Exportvolumens ausmachte; produziert wurden offiziell 263,5 Mio. Zigarren, von denen rund die Hälfte exportiert oder in Duty-Free-Shops verkauft wurden. Das amerikanische Handelsembargo, das seit 1962 besteht, sollte eigentlich Kubas Wirtschaft schwächen. Es sorgte aber hauptsächlich dafür, dass das Image kubanischer Zigarren in den USA gerade durch ihre Illegalität noch anstieg. Man schätzt, dass allein zehn Prozent des kubanischen Exports an Zigarren in die USA geschmuggelt werden. 1997 wurden in den USA 4,46 Mrd. Zigarren verkauft.
Während des Embargos sank nach Meinung von Experten zeitweilig die Qualität kubanischer Zigarren, weil kein qualitativ hochwertiger Dünger importiert werden konnte. Tabaksamen wurden in Nachbarländer wie die Dominikanische Republik, Honduras und Nicaragua geschmuggelt, wo vergleichbare klimatische Bedingungen herrschen. Nach Fidel Castros Regierungsübernahme 1959 wanderten viele kubanische Zigarrenhersteller aus und nahmen damit ihr Expertenwissen mit.
In vielen Ländern ist der Verkauf von Zigarren mit einer Tabaksteuer belegt. In Deutschland lag der Steuersatz für Zigarren und Zigarillos im April 2005 bei 1,3 Euro-Cent pro Stück zuzüglich eineinhalb Prozent des Kleinverkaufspreises, deutlich niedriger als bei Zigaretten, mit 8 Euro-Cent pro Stück und 25 % des Kleinverkaufspreises.

### Herstellung

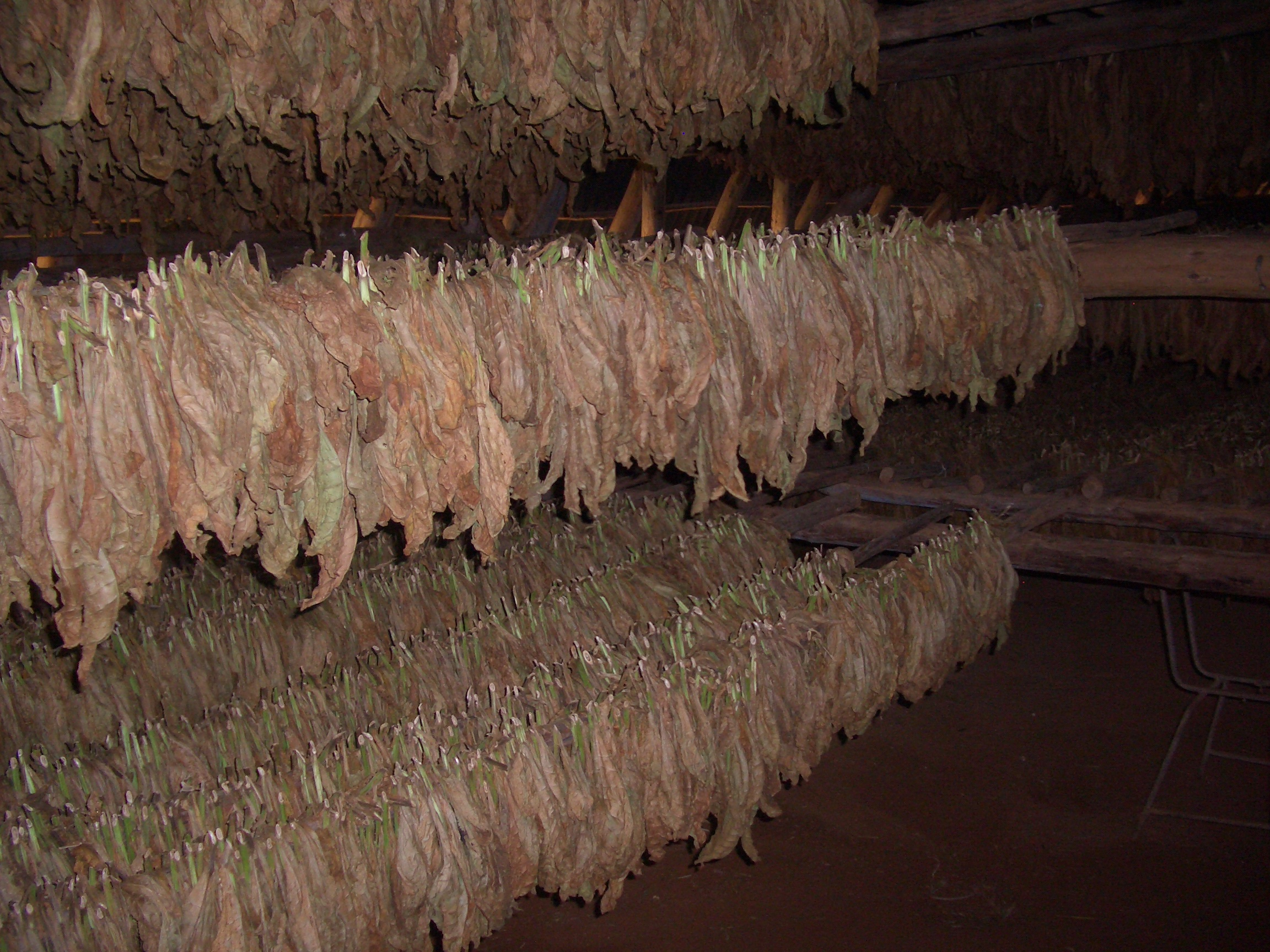
Tabakblätter in einem Trockenschuppen

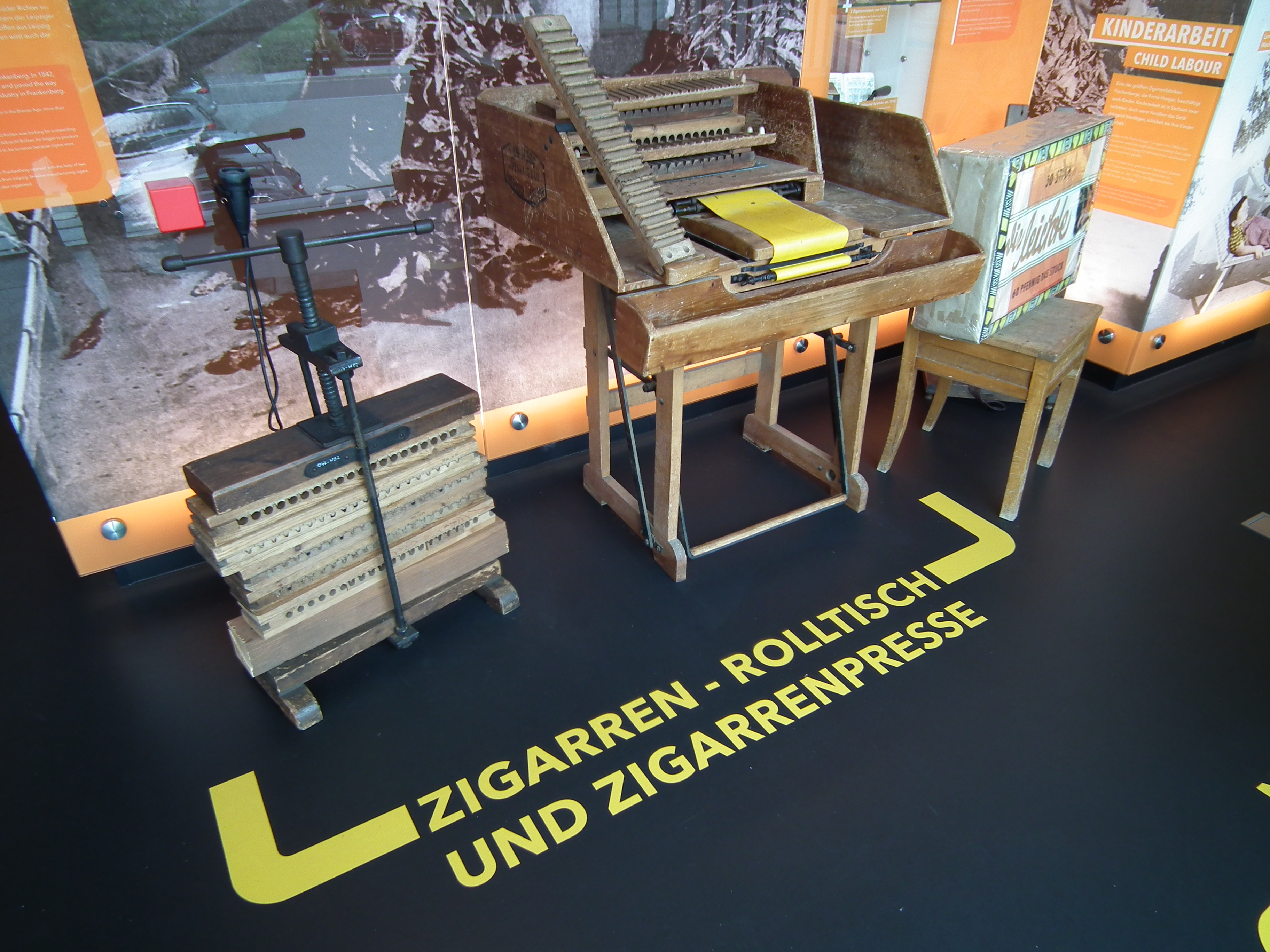
Zigarren-Rolltisch und Zigarrenpresse

Bereits beim Anbau spielt die spätere Verwendung des Tabaks eine Rolle. Es werden zwei Arten des Anbaus unterschieden. Der tabaco tapado („bedeckter Tabak“) wird unter Stoffbahnen angebaut, die die Pflanzen vor zu viel tropischer Sonne schützen, bei Bedarf aber weggeschoben werden können. Außerdem wird die Blüte nicht entfernt. So angebaut entwickeln sich dünne, sehr gleichmäßige und geschmeidige Blätter, die entgegen der landläufigen Meinung einen guten Anteil an der gesamten geschmacklichen Entwicklung der Zigarre haben. Diese Blätter sind sehr hochwertig und werden ausschließlich als Deckblatt (capa) verwendet. Das Deckblatt entscheidet auch, welcher Herkunft die Zigarre zugerechnet wird. Ein Deckblatt aus Brasilien macht aus der Zigarre etwa eine Brasil, die Einlage und das Umblatt kann dabei ebenfalls aus Brasilien stammen, muss aber nicht.
Der tabaco del sol („Tabak der Sonne“) hingegen wächst unter der tropischen Sonne auf, hier werden die Blüten frühzeitig entfernt und es entwickeln sich daher kräftige und geschmackvolle Blätter. Aus diesen Blättern werden später die Einlage (tripa) und die Umblätter (capote).
Es werden drei Sorten von Blättern unterschieden, die von der Position des Blattes an der Pflanze abhängen. Die oberen Blätter, die der Sonne am meisten exponiert waren, sind die kräftigsten. Sie werden ligero genannt. Die mittleren Blätter nennt man seco. Sie haben einen mittelstarken Geschmack. Die mildesten Blätter stammen vom unteren Ende der Pflanze. Diese nennt man volado. Bei der Einlage und dem Umblatt bewirkt eine Kombination der drei Sorten, die ligada, den typischen Geschmack einer jeden Zigarrenmarke. Bei den Deckblättern entscheidet die Position der Blätter über ihre Verwendung bei den einzelnen Formaten. Untere Blätter sind größer und können so für größere Formate verwendet werden.
Nach der Ernte, die in drei Schritten beginnend von volado hin zu ligero, von Hand erfolgt, werden die Tabakblätter einer natürlichen Trocknung unterzogen, wobei sie gleichzeitig einen Reifungsprozess durchmachen. Das Ziel ist, ihren Gehalt an Wasser zu reduzieren, ohne dass die Blätter verfaulen. Sie werden dafür zwischen 25 und 50 Tage lang teilweise abwechselnd der Sonne ausgesetzt und im Schatten gelagert, teilweise vollständig im Schatten gelagert. Dazu ist ein bestimmtes – idealerweise subtropisches – Klima notwendig sowie spezielle Lagerhäuser, um den Tabak zu lagern und zu belüften. Der Reifungsprozess ist auf die gewünschte Farbe der Blätter und auf die Tabakart abgestimmt.
Anschließend werden die Tabakblätter fermentiert. Auch dieser Vorgang muss ständig kontrolliert werden, damit die Blätter nicht verrotten, zerfallen, oder sich durch die Wärmeentwicklung während der Fermentation sogar selbst entzünden. Zur Regulierung des Prozesses und Verhinderung einer zu hohen Temperatur müssen die mehrere Meter großen Fermentationsstapel mehrmals umgestapelt werden. Erst während der Fermentation entstehen die spezifischen Aromen des Tabaks. Die Fermentationszeit beträgt zwischen vier und sechs Monaten, manchmal sogar bis zu acht Monaten.
Die gereiften und fermentierten Blätter werden nun von Hand sortiert. Erfahrene Tabakarbeiter achten hierbei auf Aussehen (bei den Deckblättern), Beschaffenheit und Bouquet der Tabakblätter. Blätter, die nicht den Anforderungen entsprechen, werden aussortiert und für Shortfiller, Zigarillos oder Zigaretten verwendet.

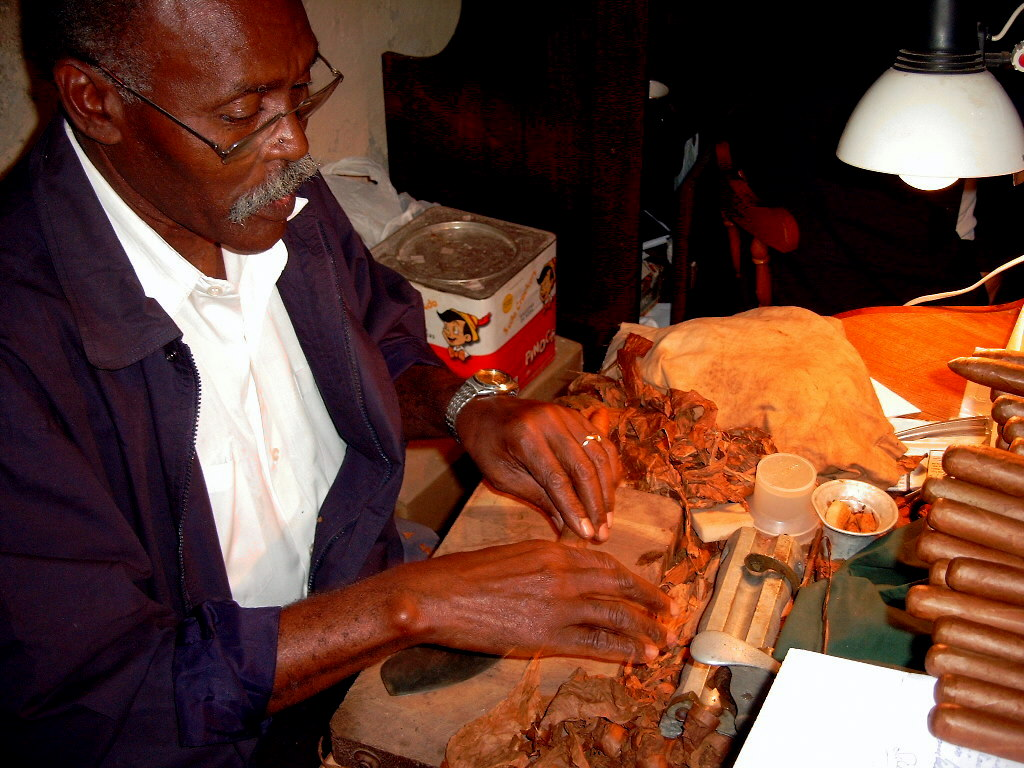
Kubanischer Zigarrenroller

Nach dem Sortieren wird die Mittelrippe vornehmlich von Frauen, den Despalilladoras, entfernt. Diese Arbeit wird meist auf dem Schenkel ausgeführt. Vielleicht kommt daher das Gerücht, dass Zigarren auf den Schenkeln schöner Mulattinnen gerollt werden. Aber weder werden Zigarren auf Schenkeln noch vornehmlich von Frauen gerollt. Tatsächlich ist das Rollen der Zigarre traditionell eine Männerarbeit, die erst in jüngster Zeit immer häufiger auch von Frauen erledigt wird. Nach dem Entfernen der Mittelrippe werden die Blätter für die Einlage ein zweites Mal fermentiert.
Hochwertige Zigarren werden von Hand gerollt. Ein erfahrener Zigarrenroller, ein sogenannter Torcedor, kann am Tag je nach Sorte zwischen 40 und 180 Zigarren rollen. Zunächst legt der Roller je nach Größe des Formats ein, zwei oder auch drei Umblätter vor sich auf den Tisch und stellt aus ligero, seco und volado die gewünschte Mischung zusammen. Die Einlage wird kunstvoll gefaltet, so dass der Rauch später gut durch kleine Kanäle strömen kann, und dann in das Umblatt eingerollt. Danach wird der Zigarrenrohling in einer Presse in seine endgültige Form gebracht.

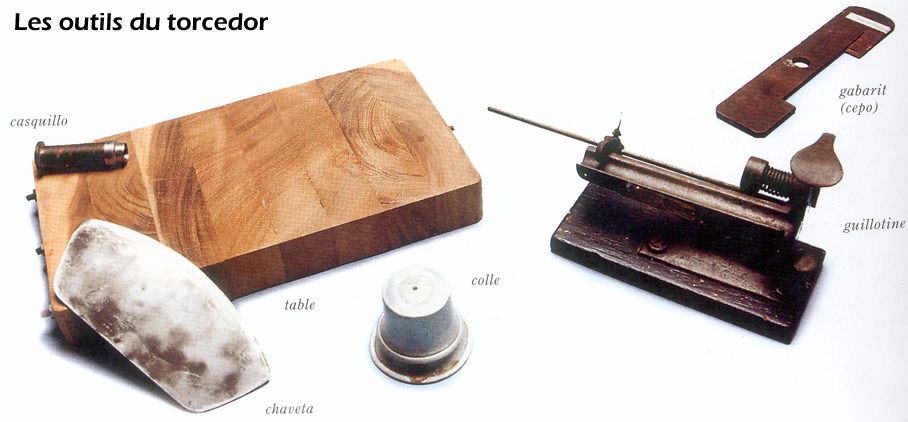
Handwerkszeug des Zigarrenrollers

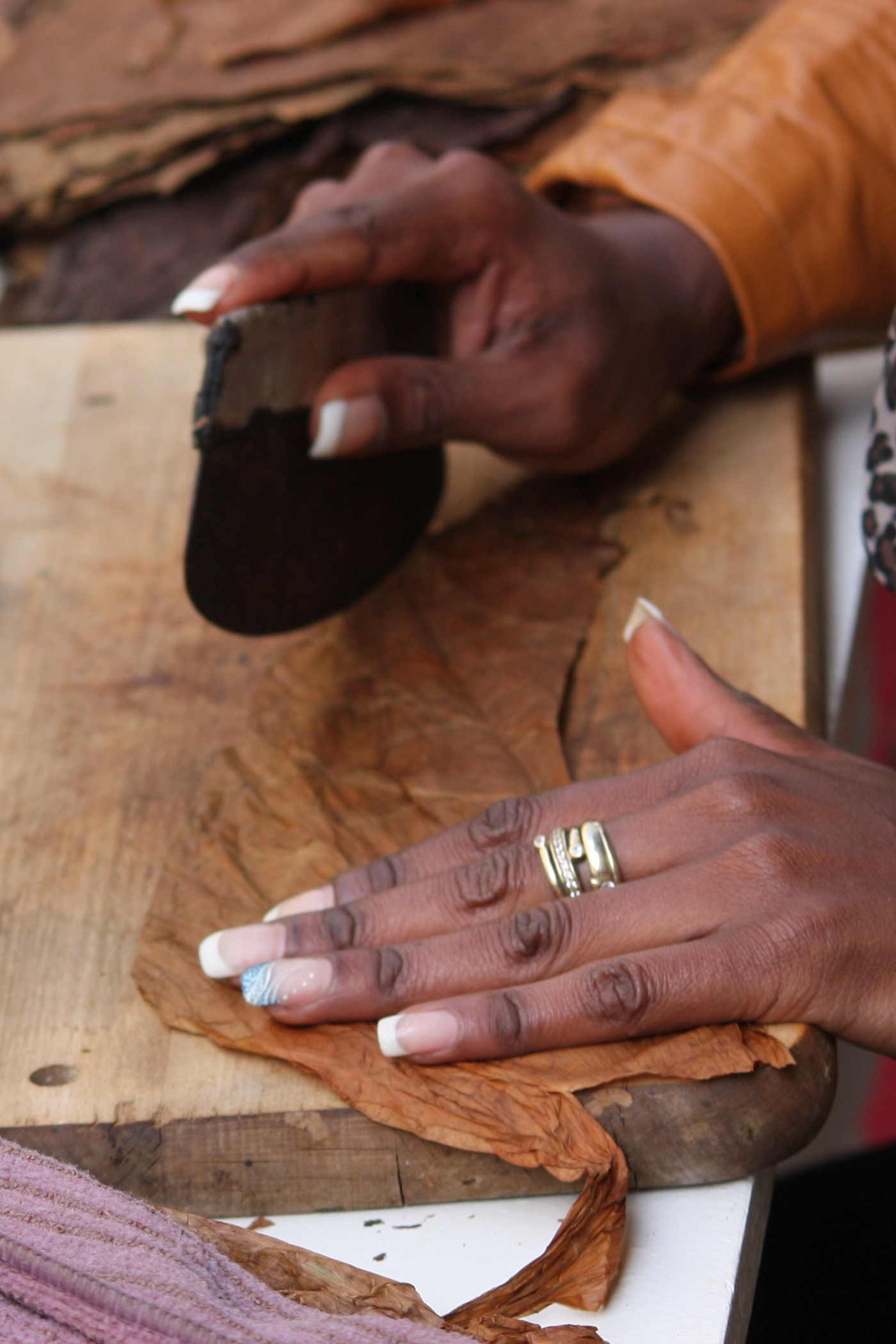
Zuschneiden des Deckblatts mit der Chaveta

Nun sucht der Roller das Deckblatt aus. Mit einem geschickten Schnitt mit der Chaveta – eine Art Wiegemesser – wird das Deckblatt sichelförmig zurechtgeschnitten und fest um den Rohling gerollt. Nur am Zigarrenkopf wird das Deckblatt mit einem speziellen, aus Tragantpflanzen gewonnenen Kleber befestigt und zu einem geschlossenen, runden „Kopf“ gerollt. Bei der „amerikanischen Methode“ jedoch wird mit einem speziellen Messer, das eine runde, geschlossene Klinge hat, ein kleines Stück Tabak aus dem Rest des Deckblattes ausgestanzt und das Mundstück so verschlossen. Der ganze Vorgang (ohne das Pressen) dauert bei einem erfahrenen Roller nur wenige Minuten.
Jede einzelne Zigarre wird nach ihrer Herstellung einer Kontrolle unterzogen. Der Kontrolleur prüft dabei, ob Länge, Durchmesser und Form des Kopfes der Norm entsprechen. Auch auf ein ansprechendes Aussehen und ein gleichmäßig verlaufendes Deckblatt wird geachtet. Es werden Stichproben gezogen, von denen einige von Verkostern geraucht und andere aufgeschnitten werden, um die Zusammensetzung und Verarbeitung der Mischung zu prüfen. Besteht die Zigarre die Prüfung, so wird sie meist in Bündeln zu 50 Stück mehrere Monate, besonders hochwertige Zigarren sogar mehrere Jahre, gelagert.
Nach der Lagerung werden die Zigarren von den Sortierern (Escogedores) nach Farbe zusammengestellt. Ein Sortierer stellt Zigarren gleicher Farbe zusammen, während ein weiterer aus den so entstandenen Bündeln jeweils eine Zigarre auswählt und die Reihenfolge in der Kiste festlegt. Links liegt die dunkelste und nach rechts werden die Zigarren in genau festgelegter Reihenfolge immer heller. Hier findet auch die letzte Qualitätskontrolle statt, bei der Zigarren, deren Farbe nicht den Anforderungen entspricht, aussortiert und als Fehlfarben deutlich preiswerter zum großen Teil auf dem heimischen Markt verkauft werden.
Vor dem Verpacken kann der Zigarre eine Bauchbinde umgelegt werden. Sie zeigt den Namen der Produktionsfirma und das Herkunftsland, manchmal auch kleine Abbildungen diverser Auszeichnungen für die Qualität in Form von Medaillen. Zigarrenhersteller verwenden oft über Jahrzehnte die gleichen Bauchbinden. Deren Produktion wird streng überwacht. Kleinste Abweichungen von der Originalbauchbinde können schon ein Hinweis auf eine Fälschung sein.
Bevor kubanische Premiumzigarren in den Handel kommen, werden sie von den meisten internationalen Distributoren zum Schutz vor Tabakkäfern für kurze Zeit tiefgefroren und danach langsam wieder aufgetaut. Durch den Gefrierprozess werden Eier und Larven des Käfers abgetötet. Während des Auftauprozesses wird die Temperatur allmählich nur sehr dosiert erhöht, damit die empfindlichen Deckblätter nicht beschädigt werden.

## Formen und Formate

### Shortfiller

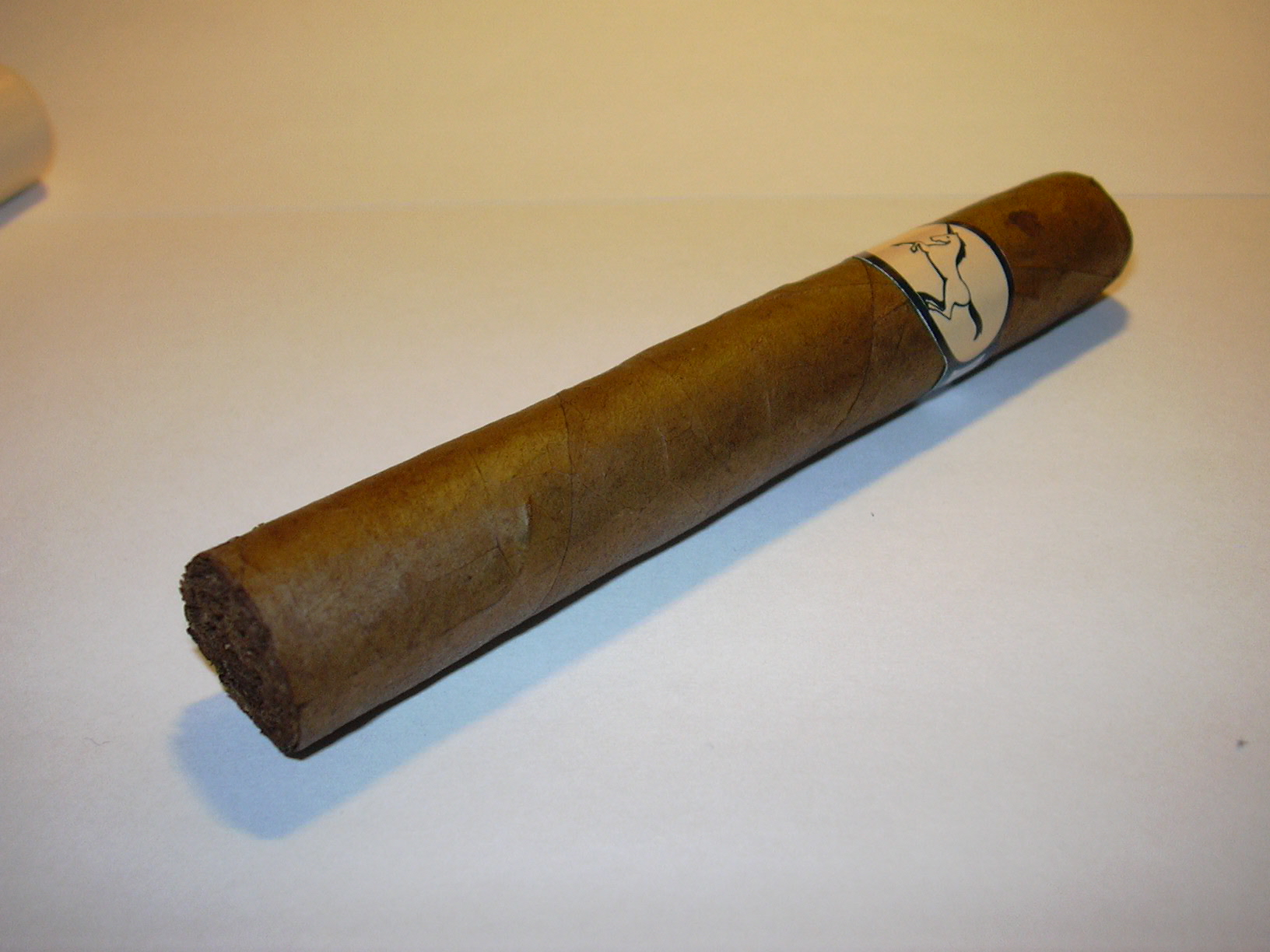
Shortfillerzigarre aus Nicaragua

Bei Shortfillerzigarren besteht die Tabakeinlage aus geschnittenem oder gerissenem Tabak, dem sog. Scrap Filler, der in ein stabiles Umblatt gewickelt wird. So entsteht die Puppe, die bereits die Form der späteren Zigarre aufweist. Um diese wird zur Fertigstellung ein gleichmäßiges Deckblatt gerollt.
Viele dieser Arbeitsschritte können von Maschinen ausgeführt werden. Teilweise werden Umblatt und Deckblatt aus homogenisiertem Tabak gefertigt, welcher kein richtiger Tabak ist, sondern ein aus Tabak hergestelltes Papier.
Europäische Zigarren, die auch als „Holländischer Typ“ bezeichnet werden, werden trocken geraucht und auch trocken gelagert.
Daneben gibt es aber auch karibische Zigarren als Shortfillervariante. Sie werden im Gegensatz zum holländischen Typ bei einer konstanten Luftfeuchtigkeit im Humidor gelagert. Diese Shortfiller werden sowohl rein maschinell als auch per Hand (totalmente a mano) gefertigt.

### Longfiller
Longfillerzigarren bestehen im Inneren aus ganzen Blättern, den sog. Strips, nicht aus Tabakschnipseln. Verschiedene Sorten von Tabakblättern werden vom Zigarrenroller zusammengelegt und dann mit einem Umblatt zur Puppe gewickelt, die mit einer Holzapparatur in ihre Form gepresst wird. Diese Puppe wird durch das Umwickeln mit einem Deckblatt zur fertigen Zigarre, die durch einen speziellen Kleber oder durch festes Einrollen fixiert wird.
Da diese Arbeit vom Zigarrenroller viel Fingerspitzengefühl erfordert, können hier kaum Maschinen eingesetzt werden. Die verwendeten Tabake sind mitunter hochwertiger als die der Shortfiller-Varianten.
Longfillerzigarren werden bei 18 bis 20 °C und circa 68 bis 75 % Luftfeuchtigkeit in Humidoren gelagert. Unter diesen klimatischen Bedingungen sind die Zigarren jahrelang haltbar. Hochwertige Zigarren reifen mit der Zeit, was auch als „Aging“ bezeichnet wird. Die Zigarren erhalten durch die Reifung ein milderes, ausgewogeneres Aroma. Bei zu trockener Lagerung werden die Zigarren brüchig und brennen zu schnell und damit zu heiß. Ein zu heißes Abbrennen hat einen aggressiven, beißenden und leicht bitteren Geschmack zur Folge.

### Zigarrentypen
Zigarren gibt es in vielen unterschiedlichen Formaten. Unterschieden wird nach Länge, Dicke und Form. Die Dicke einer Zigarre kennzeichnet das Ringmaß; dieses auch „Gauge“ genannte Maß wird in 1/64 Zoll angegeben. Eine Zigarre mit einem Ringmaß von 64 hat demnach einen Durchmesser von einem Zoll (= 25,4 mm). Eine Zigarre, deren Körper gerade (zylindrisch) gedreht ist, nennt man Parejo, dagegen ist eine sog. Figurado eine Zigarre mit unterschiedlich dickem Körper.
Das wohl bekannteste Format, die Corona, ist eine Zigarre von ungefähr 140 mm Länge mit einem Durchmesser von etwa 16 mm. Sie besitzt eine zylindrische Form mit flachem Rundkopf. Eigentlich ist „Corona“ ein Sammelbegriff, es gibt Abwandlungen wie die größere Double Corona, die Corona Gorda („dicke Corona“) oder die kleine Petit Corona. Fast jede Marke bietet, egal ob es sich um Shortfiller oder Longfiller handelt, auch das Corona-Format an, das man etwa 45 Minuten rauchen kann.

Ringmaß von Zigarren

Die Panatela ist eine dünnere Zigarre mit etwa 14 mm Durchmesser. Im Gegensatz hierzu hat eine Robusto eine Dicke von 19,84 mm (das entspricht dem exakten Ringmaß 50), ist aber mit durchschnittlicher Länge 124 mm vergleichsweise kurz. Dicke Zigarren sind nicht zwangsläufig besonders kräftig, im Gegenteil bietet ein im Verhältnis zur Länge großer Durchmesser auch einem leichten Aroma die Möglichkeit zur komplexen Entfaltung.
Das Churchill-Format, benannt nach dem leidenschaftlichen Zigarrenraucher und britischen Premierminister Winston Churchill, kombiniert die Länge mit der Dicke. Sie wurde lange Zeit von den Firmen Alfred Dunhill (London) in Kooperation mit Romeo y Julieta (Havanna/Kuba) eigens für den britischen Premierminister mit personalisierter Bauchbinde produziert. Die Bezeichnung Churchill wird heute allerdings von Herstellern und Händlern sowohl als Markenname für ganz bestimmte Zigarren, aber zur Verwirrung mancher Konsumenten auch als allgemeine Bezeichnung für dieses Format verwendet. Die korrekte Bezeichnung für das sehr beliebte Format lautet „Julieta 2“ und ist definiert durch eine Länge von 178 mm und ein Ringmaß von 47 = 18,65 mm. Abweichungen kommen vor. Hochwertige Tabake entfalten als Churchill-Zigarre ihren vollen Geschmack. Die Rauchdauer beträgt bis zu 90 Minuten.

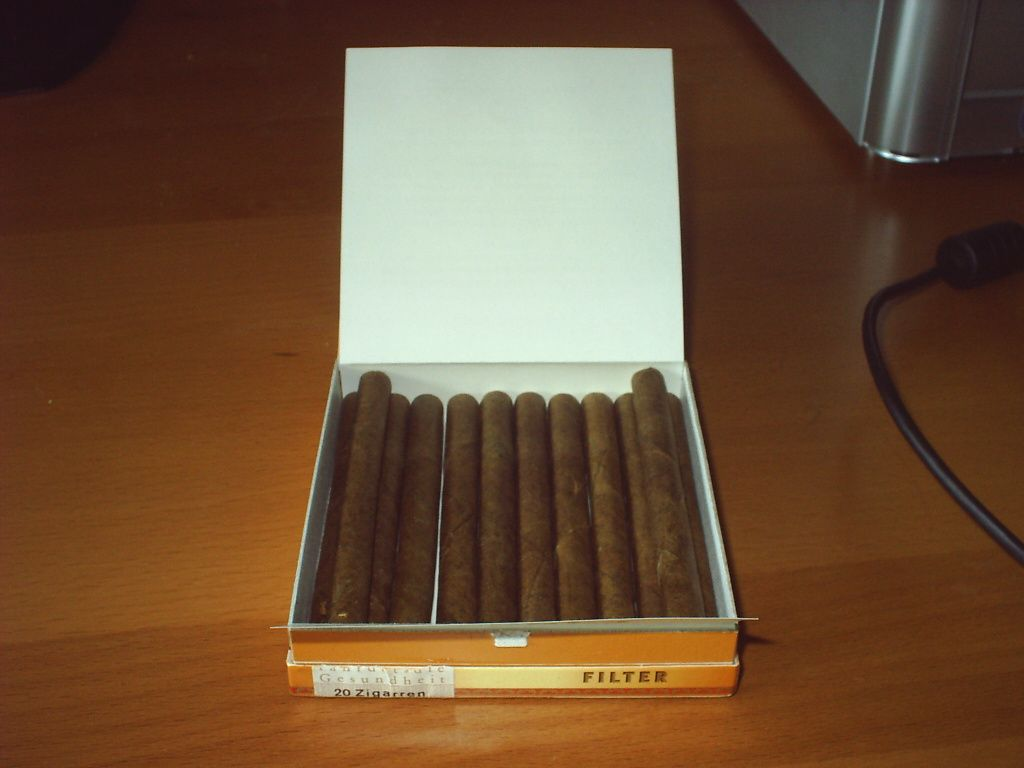
Zigarillos

Der Torpedo, die Piramide sowie der Belicoso zählen zu den nichtzylindrischen Formaten, den Figurados. Auch das Perfectos-Format gehört zu den Figurados und hat am Kopf und am Fuß einen kleineren Durchmesser als in der dickeren Mitte.
Als krumme Hunde bzw. Culebras bezeichnet man Zigarren, die in ihrer Form absichtlich geknickt oder gebogen worden sind. Culebras wurden ursprünglich von den Besitzern der Zigarrenfabriken ausschließlich an Zigarrenroller (Torcedores) herausgegeben, um dem Diebstahl der produzierten, geraden Zigarren, entgegenzuwirken bzw. ihn zu erkennen.
Fehlfarben sind Zigarren mit fleckigem Deckblatt.
Zigarillos sind sehr dünne und kurze Zigarren. Da der Geschmack, bedingt durch den kleinen Durchmesser, relativ scharf ist, werden oft besonders milde (oder wenig aromatische) Tabake verwendet. Häufiger als bei Zigarren sind unter den Zigarillos aber auch extra aromatisierte Arten vorzufinden, denen natürliche oder synthetische Aromen, wie zum Beispiel Vanille oder Whisky, zugefügt wurden. Zigarillos sind im Handel mit und ohne Filter erhältlich.
Stumpen sind an beiden Enden stumpf abgeschnittene, runde oder gepresste, kurze, gleichmäßig dicke Zigarren. Ursprünglich wurden Stumpen in Mehrfachlänge mit in ganzer Länge aufgeklebtem Deckblatt hergestellt und in der Mitte coupiert. Im Gegensatz zur Zigarre ist der Stumpen herber und raucht sich schneller. Stumpen sind eine schweizerische Erfindung: Sie wurden erstmals ca. 1850 in der Cigarrenfabrik Ormond in Vevey gefertigt, später vor allem im sogenannten Stumpenland (Aargau) produziert.
Zigarren unterscheiden sich jedoch nicht nur durch das Format, sondern werden auch nach der Stärke kategorisiert. Man unterscheidet gemeinhin fünf verschiedene Stärkegrade bei Zigarren: sanft, sanft-medium, medium, medium-stark und stark. So gelten zum Beispiel kubanische Zigarren eher als mittelstarke bis starke Zigarren, während man bei Zigarren aus der Dominikanischen Republik eher von milderen bzw. leichteren Zigarren spricht. Die Stärke, um die es hier geht, ist der Nikotingehalt, nicht der Geschmack. So haben kubanische Zigarren normalerweise einen deutlich milderen Geschmack als brasilianische, sind aber erheblich stärker.
| Bezeichnung      | Länge (cm) | Dicke (cm) | Rauchdauer (Minuten) |
| ---------------- | ---------- | ---------- | -------------------- |
| Almuerzos        | 13         | 1,6        | 51                   |
| Belvederes       | 12,3–12,9  | 1,4–1,7    | 42–55                |
| Brevas JLP       | 12,3       | 1,5        | 45                   |
| Britanicas       | 13,7       | 1,8        | 62                   |
| Cadetes          | 10,5–11,3  | 1,2–1,4    | 29–37                |
| Campanas         | 11,3–14    | 1,4–2,06   | 37–74                |
| Cañonazo         | 15–17      | 1,71–2,06  | 77–80                |
| Carlotas         | 14,3       | 1,4        | 51                   |
| Cazadores        | 16,2       | 1,75       | 75                   |
| Cazadores JLP    | 14,9       | 1,6        | 61                   |
| Cervantes        | 16–16,5    | 1,5–1,7    | 63–75                |
| Chicos           | 11,2       | 1,1        | 30                   |
| Conchas No. 2    | 11,5       | 1,98       | 55                   |
| Conchitas        | 12,5–12,7  | 1,3–1,4    | 40–44                |
| Conservas JLP    | 13         | 1,6        | 51                   |
| Coronas          | 13,8–14,2  | 1,6–1,7    | 56–62                |
| Coronas Gordas   | 14,1–16    | 1,7–1,83   | 61–75                |
| Coronas Grandes  | 15,3–15,5  | 1,67–1,7   | 68–69                |
| Coronitas        | 10,5–11,7  | 1,2–1,6    | 29–45                |
| Cremas           | 12,9–14    | 1,4–1,6    | 49–57                |
| Cremas JLP       | 12,5       | 1,6        | 49                   |
| Dalias           | 14,2–17    | 1,6–1,8    | 64–77                |
| Delicados        | 19,2       | 1,6        | 83                   |
| Demi-Tasse       | 9,8        | 1,1        | 24                   |
| Dobles           | 15,5       | 1,98       | 80                   |
| Edmundo          | 13,5       | 2,06       | 70                   |
| Eminentes        | 13,2       | 1,7        | 56                   |
| Entreactos       | 9,8–10     | 1–1,19     | 22–27                |
| Epicures         | 9,8        | 1,1        | 24                   |
| Forum            | 13,5       | 1,83       | 62                   |
| Franciscanos     | 11,6       | 1,6        | 44                   |
| Franciscos       | 14,3       | 1,7        | 62                   |
| Geniales         | 15         | 2,14       | 83                   |
| Gordito          | 14,1       | 2          | 71                   |
| Gran Corona      | 10,4–23,5  | 1,7–1,87   | 41–124               |
| Hermosos No. 4   | 12,2–12,7  | 1,8–1,91   | 53–60                |
| Infantes         | 9,4        | 1,4        | 29                   |
| Julieta No. 2    | 17,4–17,8  | 1,8–2      | 84–95                |
| Laguito No. 1    | 19,2       | 1,51       | 79                   |
| Laguito No. 2    | 15,2       | 1,51       | 60                   |
| Laguito No. 3    | 11,5       | 1,03       | 28                   |
| Laguito No. 4    | 11,9       | 2,06       | 59                   |
| Laguito No. 5    | 14,4       | 2,14       | 79                   |
| Laguito No. 6    | 16,6       | 2,22       | 98                   |
| Marevas          | 12,7–13,7  | 1,4–1,7    | 44–56                |
| Minutos          | 10,7–11    | 1,7        | 43–44                |
| Montesco         | 13         | 2,18       | 71                   |
| Nacionales       | 14         | 1,6        | 57                   |
| Nacionales JLP   | 12,6       | 1,5        | 47                   |
| Palmas           | 17         | 1,3        | 59                   |
| Parejos          | 16,6       | 1,5        | 66                   |
| Partagas No 16   | 16,7       | 1,9        | 85                   |
| Perlas           | 10,2       | 1,59       | 37                   |
| Petit Cetros     | 12,7–12,9  | 1,5–1,6    | 47–51                |
| Petit Cetros JLP | 12         | 1,4        | 41                   |
| Petit Churchill  | 10,2       | 1,98       | 46                   |
| Petit Coronas    | 12,5–12,9  | 1,5–1,7    | 46–55                |
| Petit Edmundo    | 11         | 2          | 51                   |
| Petit No. 2      | 12         | 2,06       | 60                   |
| Petit Robusto    | 10,1       | 2,1        | 48                   |
| Pirámides        | 15,3–15,6  | 1,9–2,06   | 76–84                |
| Pirámides Extra  | 16         | 2,14       | 90                   |
| Placeras         | 12,4–12,5  | 1,3        | 40                   |
| Prominentes      | 19,4       | 1,9–2      | 101–105              |
| Robustos         | 12–15,6    | 1,9–2      | 56–78                |
| Rothschild       | 11–12      | 1,9–2      | 40–55                |
| Seoane           | 12,6       | 1,43       | 44                   |
| Sports           | 11,7       | 1,39       | 39                   |
| Standard         | 12,3       | 1,6        | 48                   |
| Tacos            | 15,5       | 1,7        | 69                   |
| Toppers          | 16         | 1,5        | 63                   |
| Toro             | 14,4-16,4  | 1,98       | 60-70                |
| Torpedo          | 13         | 1,98       | 64                   |
| Trabucos         | 11         | 1,51       | 39                   |
| Vegueritos       | 10,8–12,7  | 1,3–1,4    | 33–44                |

### Farben der Tabakblätter
Die Produzenten von Zigarren unterscheiden beim verwendeten Tabak über 200 verschiedene Farbtöne, die auf folgende sieben Grundfarben reduziert werden können:
| Bezeichnung     | Bedeutung                   |
| --------------- | --------------------------- |
| clarissimo      | grün                        |
| claro claro     | blond                       |
| claro           | gelbbraun/milchkaffeefarben |
| claro colorado  | hellbraun                   |
| maduro colorado | rötlich braun               |
| maduro          | dunkelbraun                 |
| oscuro          | schwarz                     |

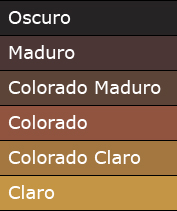
Wichtigste Farben

Bei der Herstellung kubanischer Zigarren werden lediglich fünf Farbtöne verwendet, auf Schwarz und Grün wird verzichtet.
Eine besondere Art der Zigarrenherstellung ist das Rollen von zweifarbigen Zigarren. Um die zweifarbige Zigarre herzustellen, wird ein ganzes Deckblatt, z. B. der helleren Farbe, verwendet und darüber ein in Streifen geschnittenes dunkleres Tabakblatt gewickelt.

## Konsumtechnik

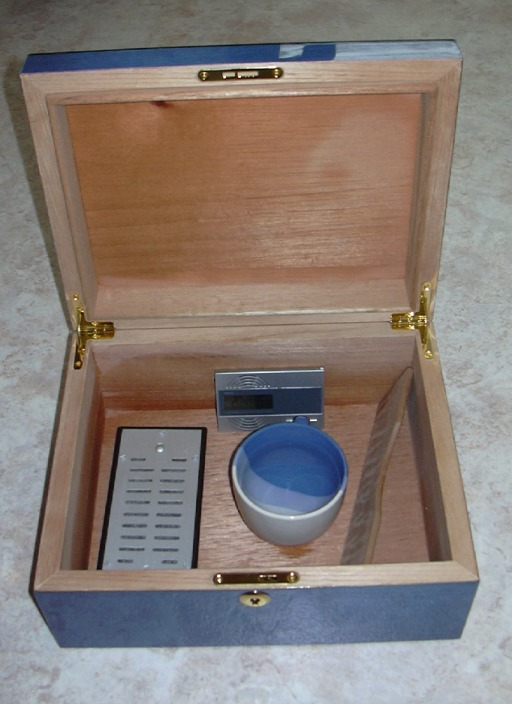
Humidor

Bevor eine Zigarre geraucht werden kann, muss bei vielen Modellen erst das Kopfende geöffnet werden. Bei diesem sogenannten Anschnitt wird ein Loch geschnitten, durch das der Rauch in den Mund gelangt. Zigarren unterer und mittlerer Preisklassen enthalten an einem Ende eine bereits bei der industriellen Herstellung vorgenommene Einkerbung, um ohne Anschneiden geraucht werden zu können. Dies kommt auch bei Shortfillern vor, da diese meist trocken gelagert und geraucht werden und das Anschneiden des trockenen Deckblattes die Gefahr birgt, dass dieses einreißt. Ist diese Einkerbung nicht vorhanden, was bei sämtlichen handgerollten Marken der Fall ist, muss die Zigarre vor dem Rauchen mit einer Schere, einem speziellen Zigarrenbohrer oder einem sogenannten Cutter, gelegentlich auch mit einer geöffneten größeren Kleinkaliberpatrone, am Kopfende angeschnitten bzw. angebohrt oder aufgebissen werden. Für diesen Zweck werden im Fachhandel auch spezielle Zigarrenschneider angeboten. Es wird zwischen Zigarrenscheren, Cuttern und Zigarrenbohrern unterschieden, wobei letztere besonders für sehr flache Enden (bei Havannas) besser geeignet sind. Ein guter Anschnitt erzeugt ein Loch von 3/4 der Größe des Zigarrendurchmessers und belässt das Deckblatt ansonsten unversehrt. Bei den Cuttern wird zwischen Modellen mit einer Klinge sowie Modellen mit Doppelklinge unterschieden.
Für längere und dickere Formate empfiehlt sich das Öffnen der Zigarre mit einem speziellen Bohrer, mit dem ein kleines Loch in das Ende der Zigarre gebohrt wird. Vorteile sind, dass eventuelle störende Tabakpartikel nicht mit dem Ziehen aufgenommen werden; beim Anschneiden hingegen kommt es auch mit den besten Scheren immer wieder zu Verletzungen des Deckblattes. Ferner verbessert sich das Zugverhalten der Zigarre. Das Anbohren einer Zigarre gehört zu einer der ältesten Methoden, Zigarren zu öffnen. Die Methode des Bohrens birgt jedoch auch ihre Nachteile: So sammeln sich in der vergleichsweise kleinen Öffnung schnell Fettsäuren und Tabaksäfte, die den Geschmack der Zigarre während des Rauchens nachteilig beeinflussen können.
Der Zigarrenrauch wird im Unterschied zur Zigarette nicht inhaliert, sondern nur in die Mundhöhle aufgenommen (gepafft). Um den Geschmack nicht zu beeinträchtigen, ist neben der richtigen Lagerung auch das Anzünden und eine der Zigarre angepasste Ziehtechnik von Bedeutung. Zigarren werden deutlich langsamer geraucht als Zigaretten. Als übliches Maß gilt etwa ein Zug an der Zigarre pro Minute.
Zum Anzünden einer Zigarre sind Benzinfeuerzeuge oder schwefelhaltige Streichhölzer ungeeignet, da diese den Geschmack der Zigarre nachteilig beeinflussen können. Stattdessen wird empfohlen, entweder ein normales Gasfeuerzeug oder einen Holzspan, auch Fidibus, zu benutzen. Das Fußende der Zigarre wird dabei nicht direkt in die Flamme gehalten, sondern langsam über der Flamme gedreht („getoastet“), bis sich ein kleiner Aschering gebildet hat. Erst dann nimmt man den ersten Zug.
Manche Raucher blasen zum Anfachen der Glut auf das Fußende. Diese Art, eine Zigarre anzuzünden, besitzt zwar einen gewissen Showeffekt, allerdings gibt es im Gegensatz zum vorsichtigen Durchpressen von Luft vom Kopfende her, welches beim Anzünden entstandene Bitterstoffe aus der Zigarre bläst, keinen praktischen Vorteil gegenüber dem direkten Anzünden der Zigarre mit einem Gasfeuerzeug.
Beim Paffen der Zigarre darf nicht zu kräftig gezogen werden, weil die hierbei entstehenden zu hohen Temperaturen dem Aroma abträglich sind. Ferner sollte auch darauf geachtet werden, nicht zu häufig an der Zigarre zu ziehen, da sonst ebenfalls der Rauch zu heiß wird.
Beim Abbrand der Zigarre entsteht ein langer Aschezylinder, der von Zeit zu Zeit vorsichtig in einen Aschenbecher abgeklopft wird. Der richtige Zeitpunkt dafür ist teilweise durch das Bilden einer kleinen Bruchstelle zu erkennen. Wird die Asche abgeklopft und nicht durch Drehen der Zigarre im Ascher abgestrichen, wie dies empfohlen wird, besteht die Gefahr, dass die Glut abbricht oder gar Einlageblätter reißen.
Gute Zigarren bilden eine steife Asche, die einen stabilen Zylinder formt.
Viele Zigarrenraucher schätzen eine helle Asche. Dafür ist jedoch weniger die Qualität der Zigarre als das Tempo, in dem die Zigarre geraucht wird, entscheidend. Langsames und bedächtiges Rauchen fördert die Bildung heller Asche.

## Zubehör

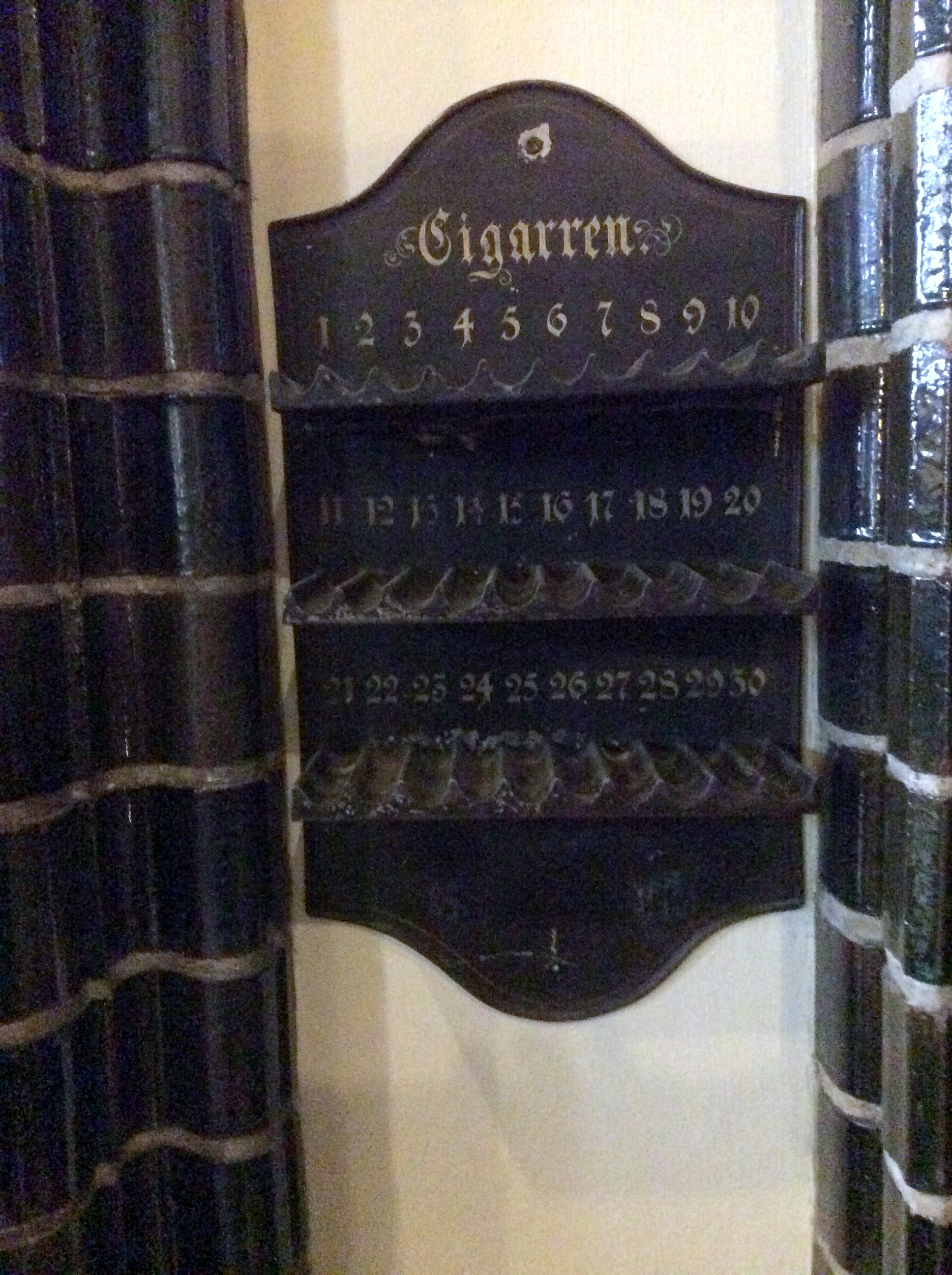
Im Eingangsbereich des Rathauses von Lübeck konnten die angebrannten Zigarren auf einem nummerierten Halter aufbewahrt werden

Zum Zubehör des Zigarrenrauchens gehören in erster Linie der Zigarrenschneider oder das Zigarrenmesser zum Anschneiden des Mundstücks. Des Weiteren der Humidor zum Aufbewahren der Zigarren, um das Eintrocknen zu vermeiden. Glutlöscher und Zigarrenschaukel werden selten beziehungsweise kaum noch verwendet.

## Gesundheitsauswirkungen
Jegliche Form des Tabakrauchens hat negative Auswirkungen auf die menschliche Gesundheit, so auch das Zigarrenrauchen.
Nach Angaben der American Lung Association ist das Lungenkrebs-Risiko von Rauchern, die fünf oder mehr Zigarren am Tag konsumieren, teilweise auch inhalieren, um ein Drittel geringer als das von Rauchern, die durchschnittlich eine Schachtel Zigaretten am Tag rauchen. Wenn der Raucher selbst oder andere Zigarrenrauch einatmen (Passivrauchen), kann die Lunge dadurch belastet werden.
Zigarrenrauch verbleibt – länger als Zigarettenrauch – für mehrere Sekunden im Mundraum, wo er an Gaumen, Rachen, Zahnfleisch und Zunge Tumore erzeugen kann. Drei Zigarren am Tag verdoppeln oder verdreifachen das Risiko für Tumore im Mundraum gegenüber Nichtrauchern, so die American Lung Association. Durch den Zigarrenrauch können auch krebserregende Stoffe über die Mundschleimhaut und den Speichel in den Körper gelangen und zu Tumoren im Verdauungssystem oder in der Harnblase führen. Die Gefahr, an einer Krebsart im Rachenraum zu erkranken, ist für Zigarrenraucher höher als für Zigarettenraucher.
Die meisten Zigarrenmarken enthalten ungefähr 100 bis 200 Milligramm Nikotin (in einigen Fällen bis zu 444 Milligramm); eine durchschnittliche Zigarette enthält ca. 8,4 Milligramm. Über die Mundschleimhaut wird weniger Nikotin aufgenommen als über die Lunge, durch den höheren Nikotingehalt können jedoch auch Zigarrenraucher körperlich abhängig werden. Auch kann man unter Zigarrenrauchern, wie bei allen Drogen, teilweise eine psychische Abhängigkeit (Gewohnheitssucht) beobachten. An einer Suchterkrankung ist die am schwersten zu überwindende Hürde die der psychischen Abhängigkeit, weil diese auch nach dem Abklingen der körperlichen Symptome weiterhin besteht. Besonders der rituelle Charakter des Zigarrenrauchens trägt dazu bei, dass aus dem Genuss schnell eine Gewohnheit werden kann und das Rauchen von einer oder mehreren Zigarren am Tag zur Abhängigkeit führt.

## Bilder

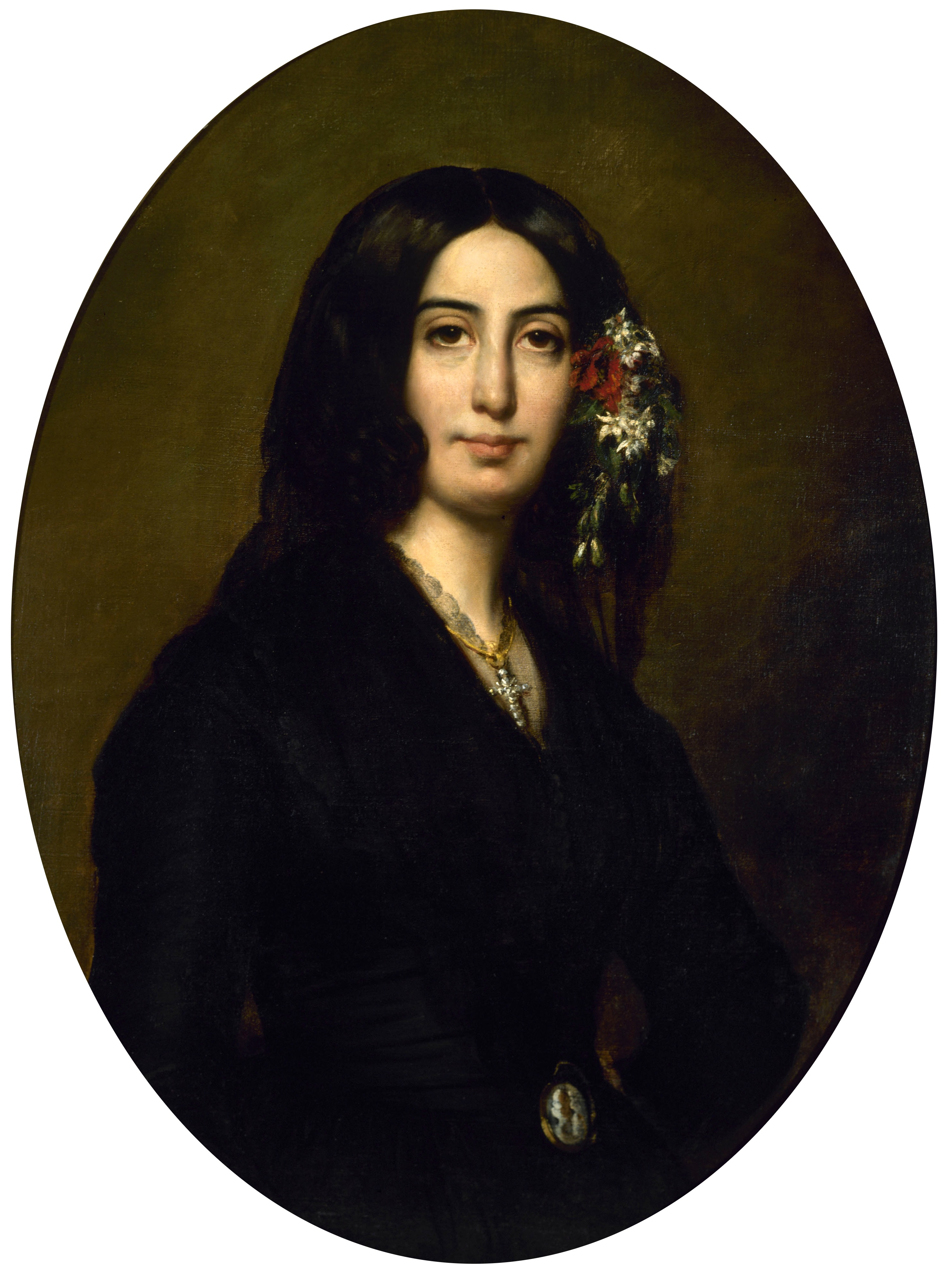
Die französische Schriftstellerin George Sand (1804–1876) war eine der ersten Frauen, die in Europa öffentlich Zigarre rauchten
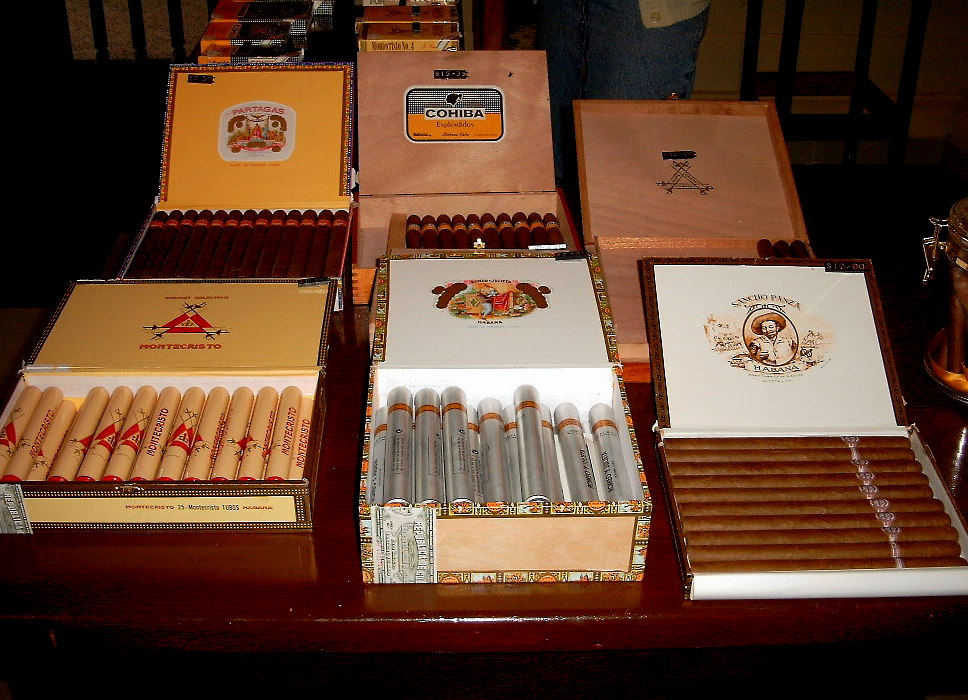
Kubanische Zigarrenmarken
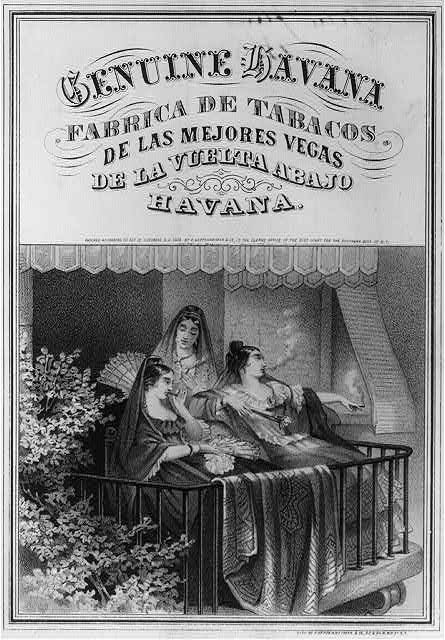
Reklame für Zigarren aus Havanna, 1868
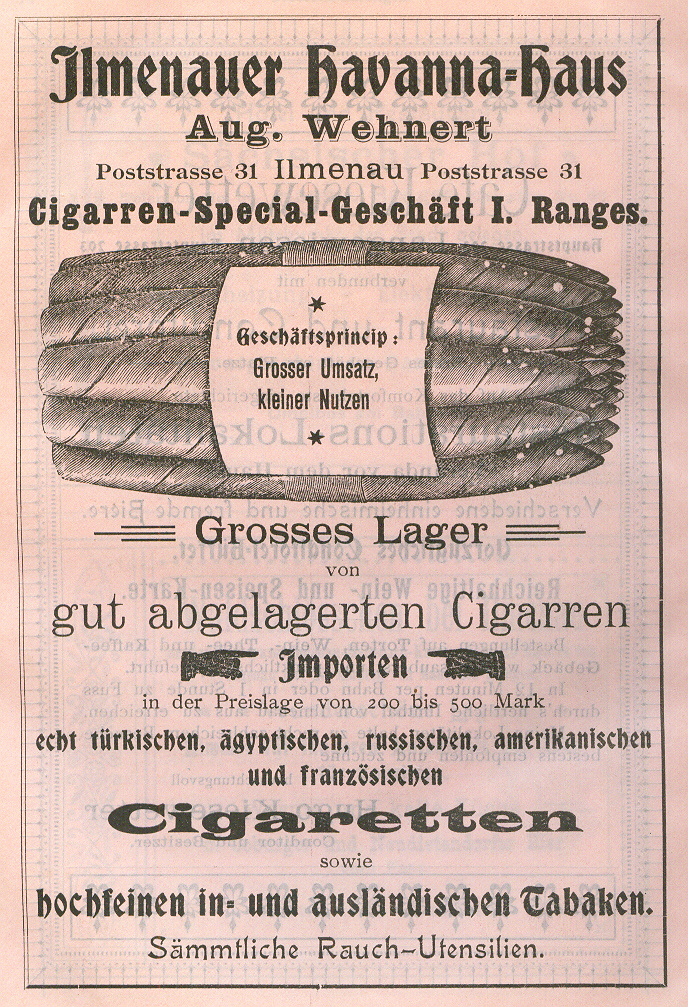
Reklame für Tabakwaren, 1901
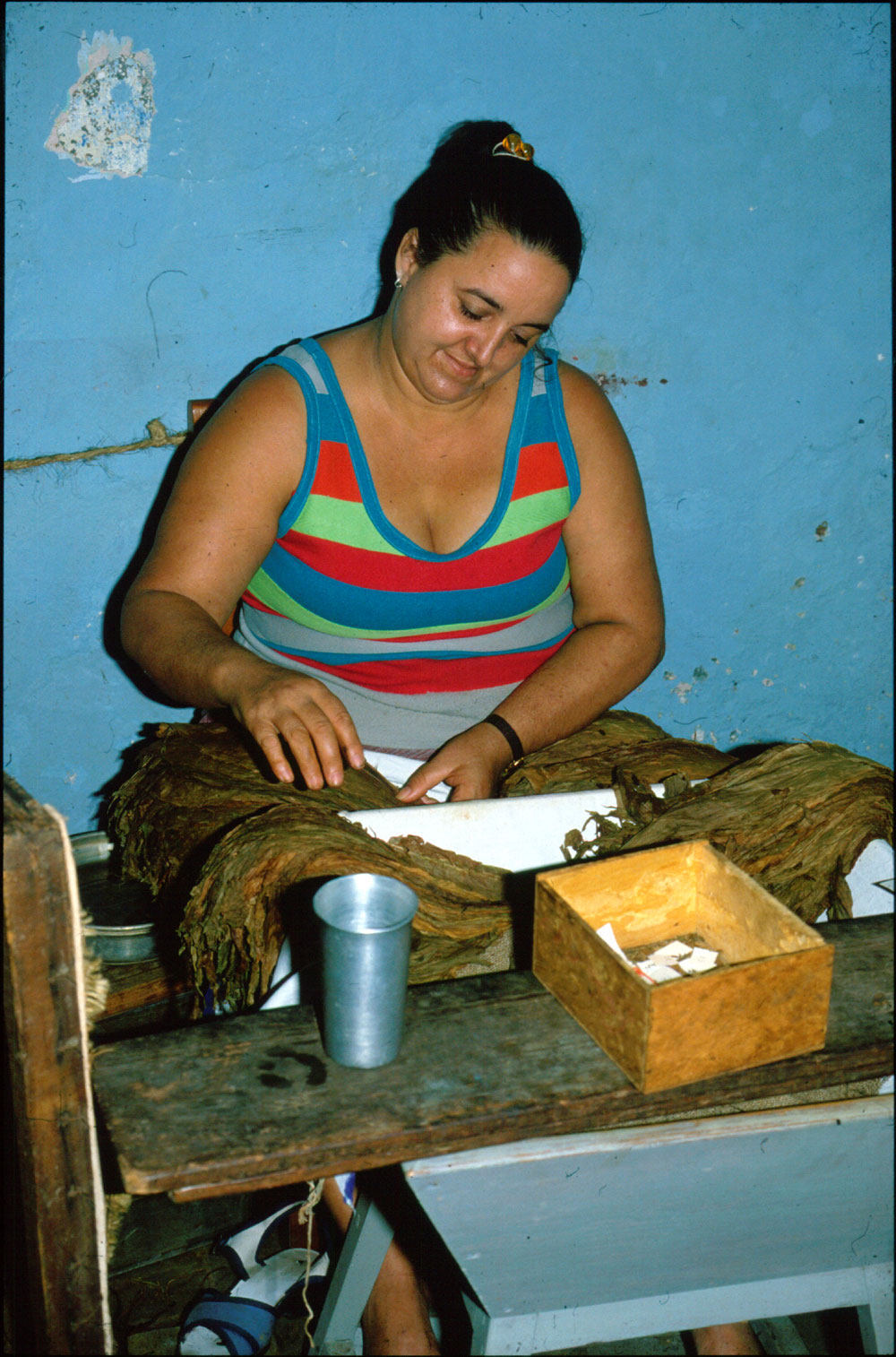
Vorsortieren der Tabakblätter nach Eigenschaften des Geschmacks
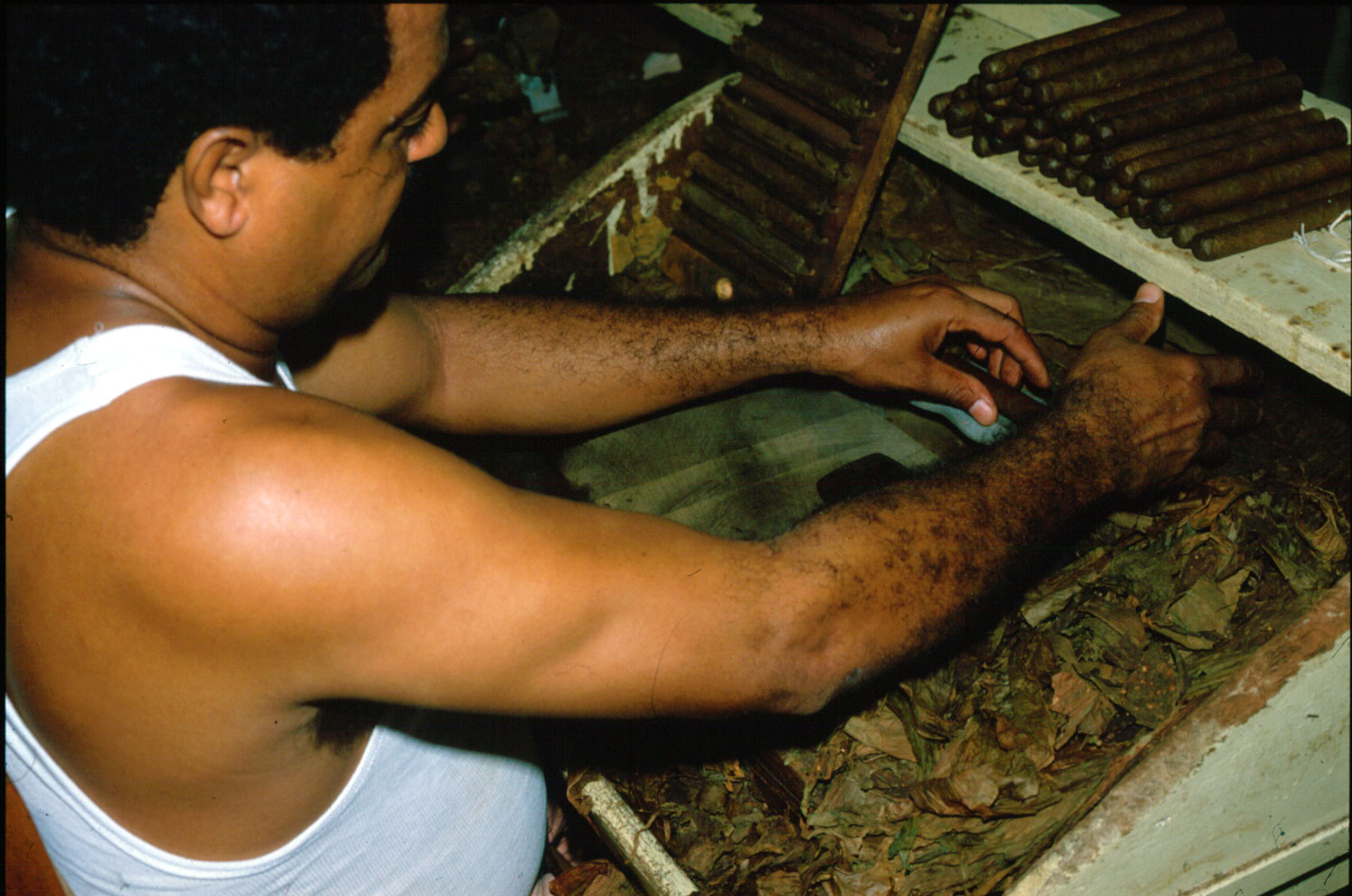
Kubanischer Torcedor
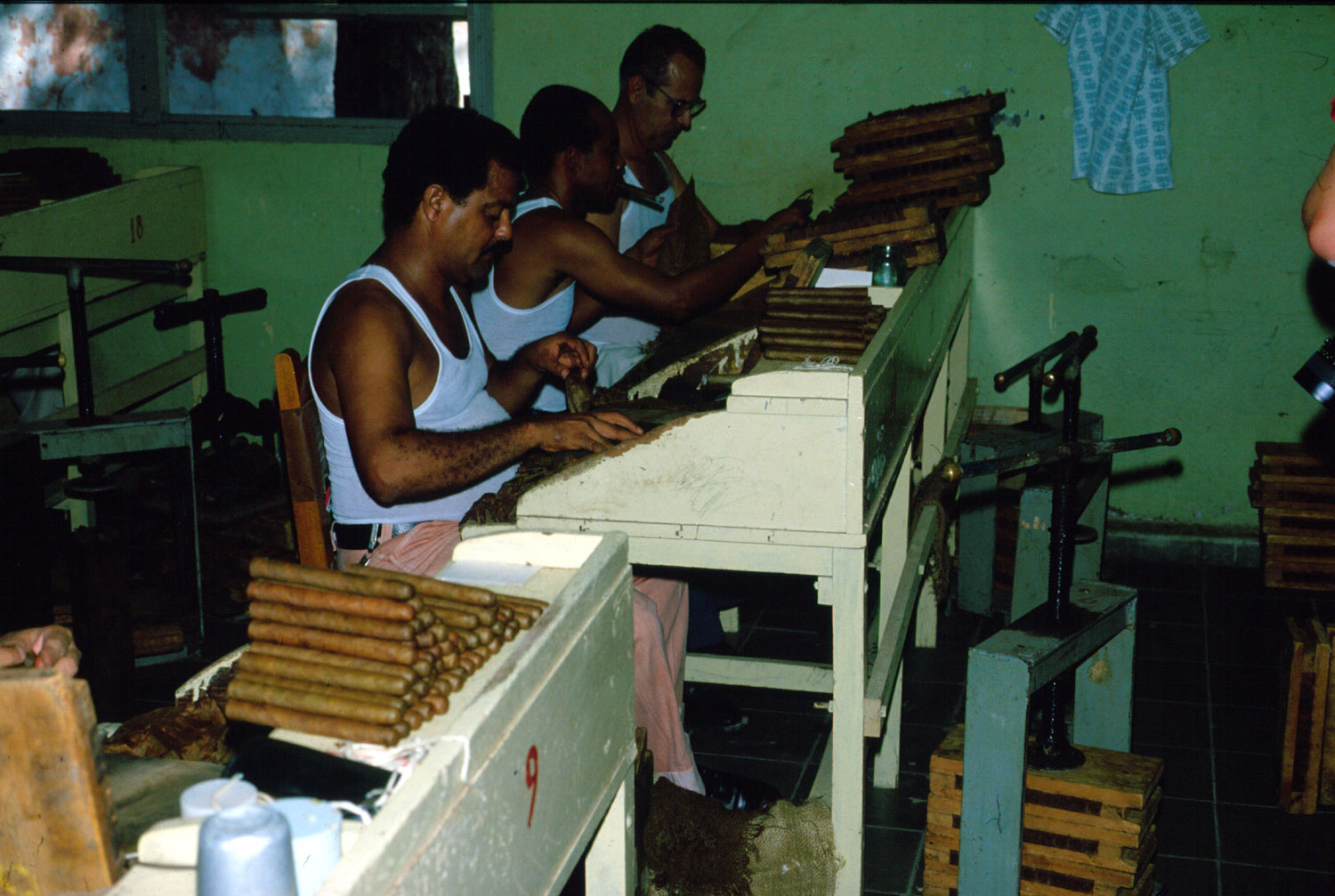
Kubanische Zigarrenroller in Pinar del Río
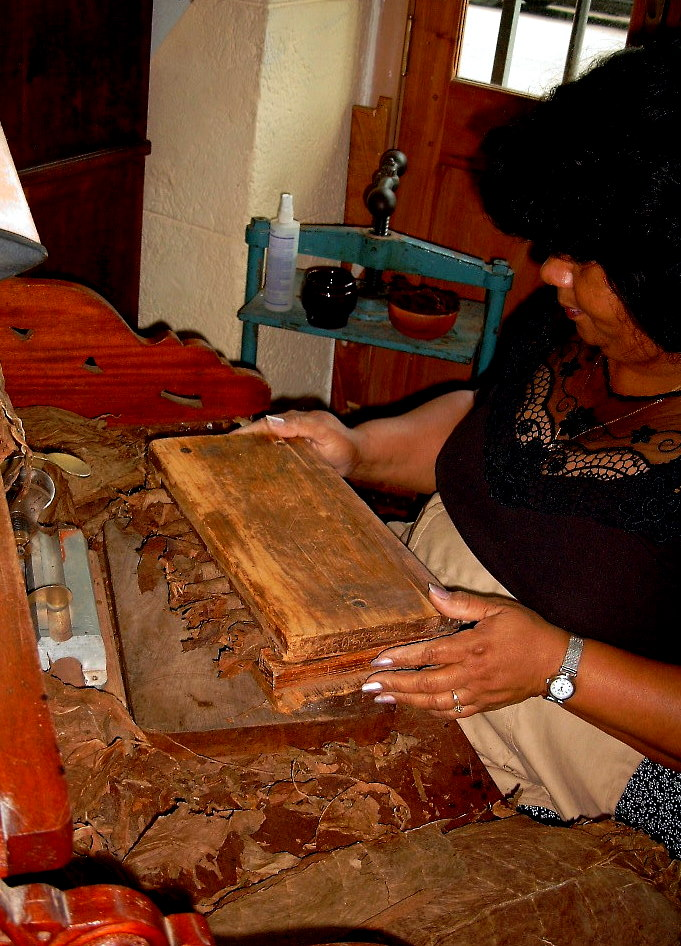
Gerollte Zigarren in Formbrett
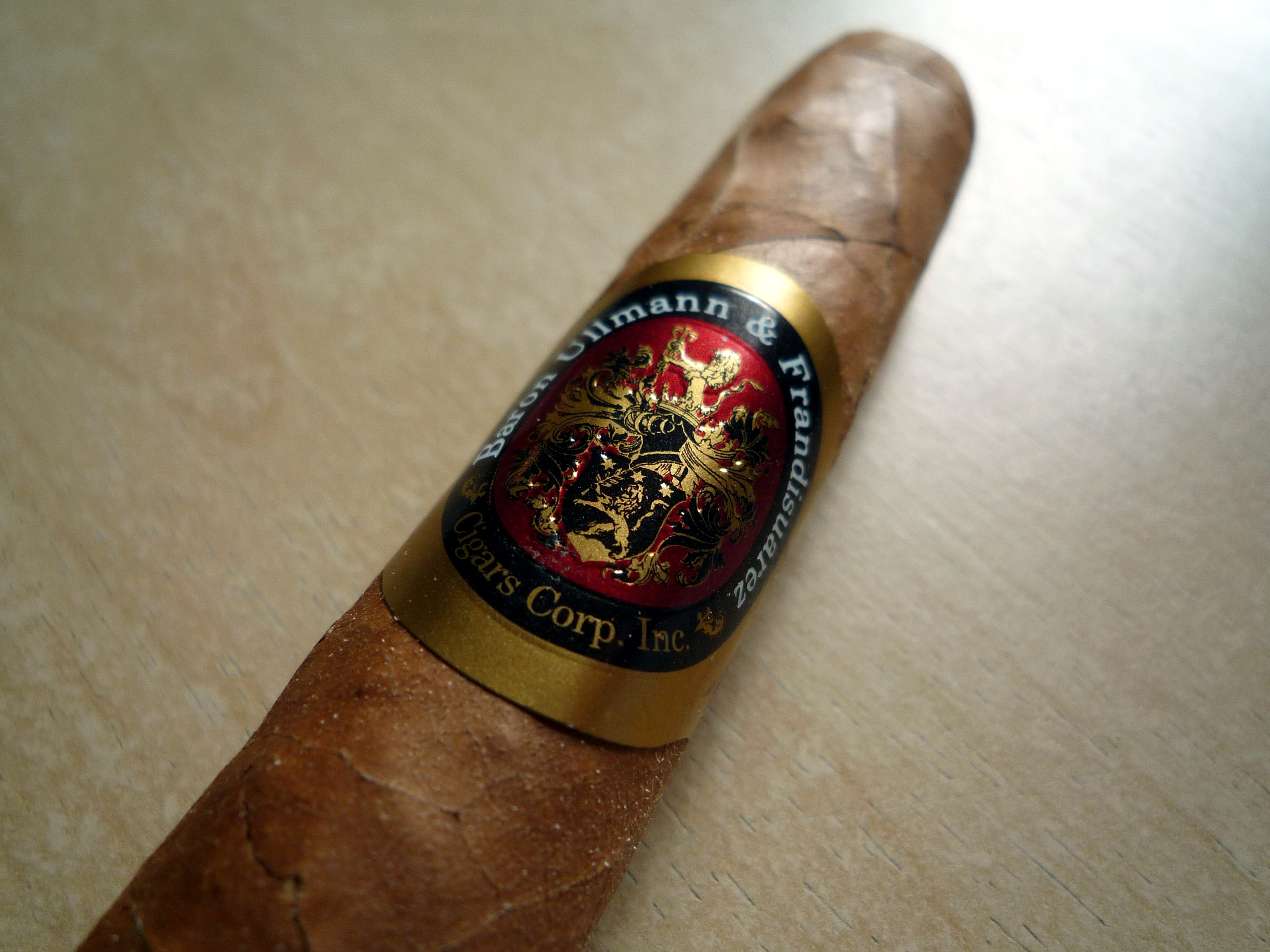
Banderole einer Zigarre (Dom. Republik)
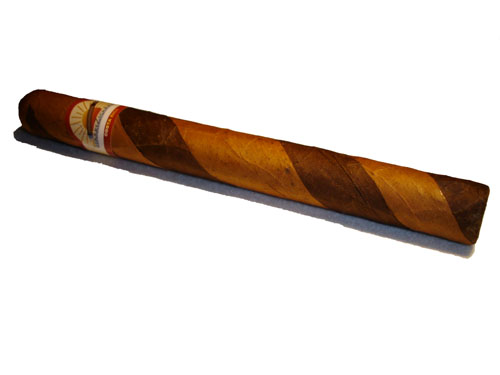
Zweifarbige Zigarre
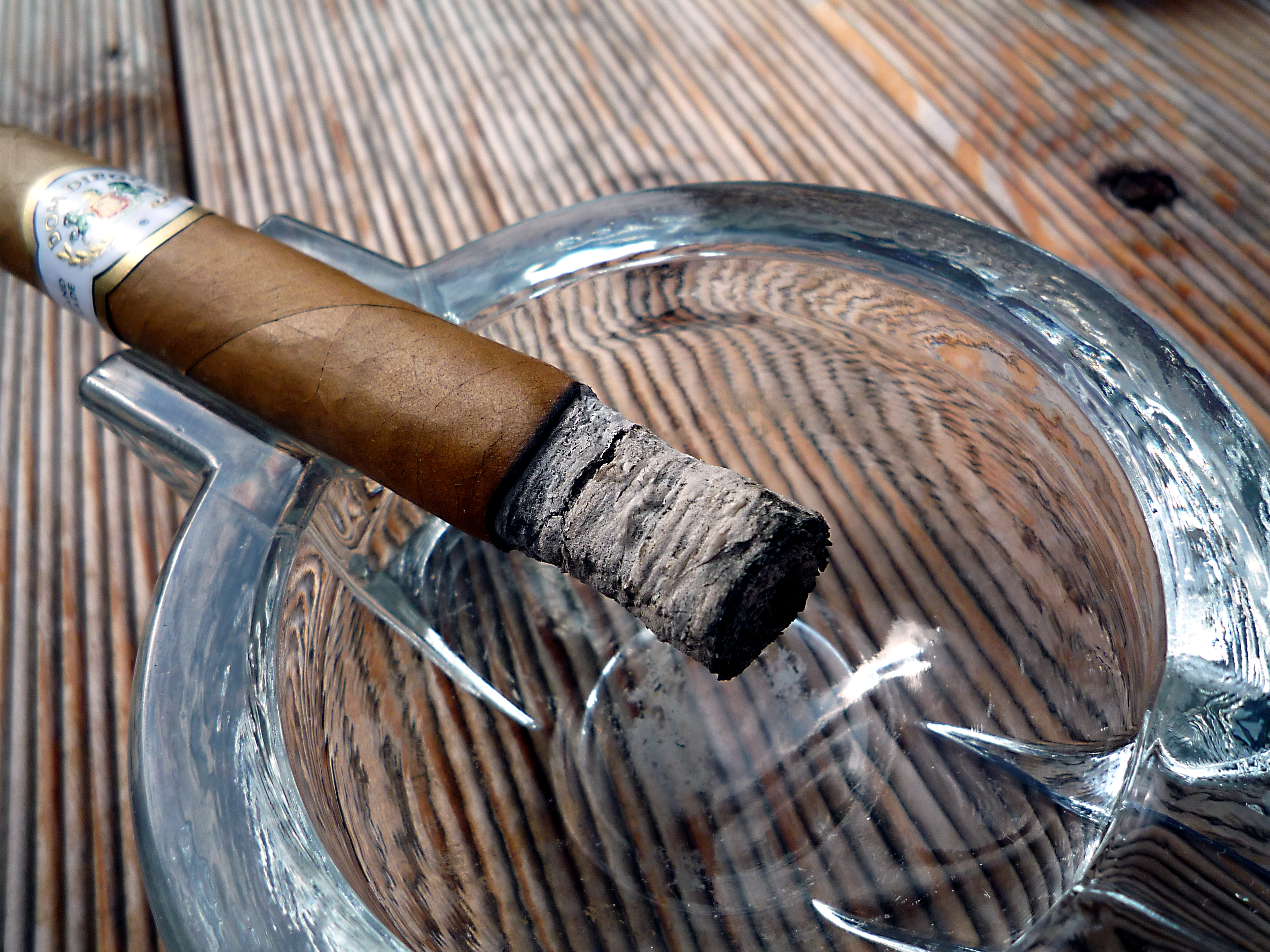
Zigarre im Ascher

### Genuss- und Warenkunde
- Anwer Bati: Zigarren. Heyne, München 2003, ISBN 3-89910-035-2.
- Anwer Bati: Das große Buch der Zigarre. Heyne, München 2004, ISBN 3-89910-238-X.
- Guillermo Cabrera Infante: Rauchzeichen. Suhrkamp Taschenbuch, Frankfurt am Main 1990, ISBN 3-518-38250-0.
- Zino Davidoff: Zigarren-Brevier oder Was raucht der Connaisseur. Paul Neff, Wien 1991, ISBN 3-7014-0751-7.
- Vahe Gerard: Zigarren. 2 Bde. Delius Klasing, Stuttgart 2003, ISBN 3-7688-1482-3.
- Erhard Gorys: Die Kunst, Zigarre zu rauchen. dtv, München 1998, ISBN 3-423-36076-3.
- Hubertus Grubner: Pocket Guide Zigarren. Gentlemen’s Digest, Berlin 2005, ISBN 3-9810086-8-5.
- Richard Carleton Hacker: Die Welt der Zigarre. Heyne, München 2001, ISBN 3-89910-138-3.
- Bernard LeRoy, Maurice Szafran: Die große Geschichte der Zigarre. Christian-Verlag, München 1989, ISBN 3-88472-158-5.
- Andrea Molinari: Die Zigarre. Mit Schablone für alle Ringmasse. Heyne, München 2001, ISBN 3-453-19352-0 (nur über kubanische Zigarren).
- Min Ron Nee: Eine illustrierte Enzyklopädie der post-revolutionären Havanna-Cigarren. AWM, Sankt Augustin 2005, ISBN 3-9809308-1-5 (alle Habanos in Originalgröße dokumentiert).
- Matthieu Prier: Havanna. Hallwag, Bern 1996, ISBN 3-444-10474-X.
- Dieter H. Wirtz: Das Zigarren-Lexikon. Droemersche Verlagsanstalt, München 2000, ISBN 3-426-27191-5.
- Dieter H. Wirtz: Das Havanna-Lexikon. Christian, München 2001, ISBN 3-88472-509-2.
- Pierluigi Zoccatelli: Havanna – die besten Zigarren der Welt. Delius Klasing, Bielefeld 2005, ISBN 3-7688-1659-1.

### Sozialgeschichte der Zigarrenarbeiter
- Arnold, Sebastian: Wendezeiten: Kap.2, Die Epoche der Zigarrenmacher. Rödersheim-Gronau 2009, ISBN 978-3-00-029455-6.
- Patricia A. Cooper: Once a cigar maker: men, women, and work culture in American cigar factories, 1900-1919. Univ. of Illinois Pr., Urbana 1992, ISBN 0-252-01333-6.
- Dagmar Burgdorf: Blauer Dunst und rote Fahnen, ökonomische, soziale, politische und ideologische Entwicklung der Bremer Zigarrenarbeiterschaft im 19. Jahrhundert. Brockkamp, Bremen 1984, ISBN 3-922496-01-6.
- Rolf Momburg: Die Zigarrenmacher: Aus der Geschichte der Zigarrenindustrie im Minden-Lübbecker Land von 1830 bis zur Gegenwart. Verlag Kurt u. Margarete Meyer, Hüllhorst 1996, ISBN 3-920621-06-9.
- Monika Dickhaus, Martin Fiedler: Aufstieg und Niedergang: Die Geschichte der Bünder Tabakindustrie im 19. und 20. Jahrhundert. In: Martin Fiedler u. a. (Hrsg.): Spuren der Zigarre: Bünde – ein Rundgang durch die „Zigarrenkiste Deutschlands“. Essen 2000, ISBN 3-88474-903-X.
- Martin Fiedler: Und so haben wir unser ganzes Leben in Ihrem Betrieb gearbeitet. Brief eines Zigarrenmachers aus dem Jahre 1924. In: Historisches Jahrbuch für den Kreis Herford 2001. Bielefeld 2001, S. 157–171, ISSN 0942-6434.